# みんな誰かの運命の人
「みんな誰かの運命の人」（みんなだれかのうんめいのひと）はアンジェリカのダウンロード配信限定シングル第1弾。2008年12月23日配信開始。配信元はKIZUNA JAPAN。作詞、作曲はアンジェリカ。
本人が出演するテレビ神奈川『主役はYOU・友・遊』、ちばテレビ/テレビ埼玉『よかにせどん de DON』、テレビ埼玉『おはよう SUN 3』の各番組のエンディング・テーマ曲。
カラオケはJOYSOUND(曲番号 178653)、およびUGA(曲番号 4939-54)で配信されている。
同時配信曲に「Happy Contract」がある。